# 피부를 판 남자
피부를 판 남자(The Man Who Sold His Skin)는 국제적으로 공동 제작된 카우타르 벤 하니야 감독의 2020년 드라마 영화이다. 모니카 벨루치 등이 주연으로 출연하였다. 제93회 아카데미상에서 아카데미 국제영화상을 수상했다.
제77회 베니스 국제영화제에서 호라이즌스(Horizons) 부문에서 초연되었다.

## 출연

### 주연
- 모니카 벨루치
- 코엔 드 보우